# Tchitrec de Palawan
Terpsiphone cyanescens
Espèce
Statut de conservation UICN

 LC  : Préoccupation mineure
Le Tchitrec de Palawan (Terpsiphone cyanescens) est une espèce d'oiseaux de la famille des Monarchidae.
Cette espèce est endémique des Philippines. Elle se rencontre à Palawan et aux îles Calamian, dans les forêts pluviales de Palawan.